# Löpare (schack)
Löparen är en av de sex schackpjäserna. Tillsammans med springaren räknas löparen till brädets lätta pjäser, att jämföra med de tunga pjäserna dam och torn. I svensk schacknotation betecknas löparen med bokstaven L. I böcker och tidskrifter används ofta i stället ett piktogram: ♗
Vid ett schackpartis början har de båda spelarna två löpare vardera. Varje spelare har en löpare placerad på ett ljust fält, en så kallad vitfältslöpare, och en löpare placerad på ett mörkt fält, en så kallad svartfältslöpare. De två löparna tillsammans kallas för löparparet.

## Placering och rörelsemönster
De vita löparna börjar på ruta c1 respektive ruta f1, medan de svarta löparna börjar på ruta c8 respektive f8.
Löparen kan i ett drag röra sig diagonalt, minst ett steg, och som mest så långt som det går utan att hoppa över någon av sina medpjäser, och inte längre än att den slår ut en motståndarpjäs.
|   | a                                                                 | b                                                                 | c                                                                 | d                                                                 | e                                                                 | f                                                                 | g                                                                 | h                                                                 |   |
| 8 | c8 svart löpare · f8 svart löpare · c1 vit löpare · f1 vit löpare | c8 svart löpare · f8 svart löpare · c1 vit löpare · f1 vit löpare | c8 svart löpare · f8 svart löpare · c1 vit löpare · f1 vit löpare | c8 svart löpare · f8 svart löpare · c1 vit löpare · f1 vit löpare | c8 svart löpare · f8 svart löpare · c1 vit löpare · f1 vit löpare | c8 svart löpare · f8 svart löpare · c1 vit löpare · f1 vit löpare | c8 svart löpare · f8 svart löpare · c1 vit löpare · f1 vit löpare | c8 svart löpare · f8 svart löpare · c1 vit löpare · f1 vit löpare | 8 |
| 7 | c8 svart löpare · f8 svart löpare · c1 vit löpare · f1 vit löpare | c8 svart löpare · f8 svart löpare · c1 vit löpare · f1 vit löpare | c8 svart löpare · f8 svart löpare · c1 vit löpare · f1 vit löpare | c8 svart löpare · f8 svart löpare · c1 vit löpare · f1 vit löpare | c8 svart löpare · f8 svart löpare · c1 vit löpare · f1 vit löpare | c8 svart löpare · f8 svart löpare · c1 vit löpare · f1 vit löpare | c8 svart löpare · f8 svart löpare · c1 vit löpare · f1 vit löpare | c8 svart löpare · f8 svart löpare · c1 vit löpare · f1 vit löpare | 7 |
| 6 | c8 svart löpare · f8 svart löpare · c1 vit löpare · f1 vit löpare | c8 svart löpare · f8 svart löpare · c1 vit löpare · f1 vit löpare | c8 svart löpare · f8 svart löpare · c1 vit löpare · f1 vit löpare | c8 svart löpare · f8 svart löpare · c1 vit löpare · f1 vit löpare | c8 svart löpare · f8 svart löpare · c1 vit löpare · f1 vit löpare | c8 svart löpare · f8 svart löpare · c1 vit löpare · f1 vit löpare | c8 svart löpare · f8 svart löpare · c1 vit löpare · f1 vit löpare | c8 svart löpare · f8 svart löpare · c1 vit löpare · f1 vit löpare | 6 |
| 5 | c8 svart löpare · f8 svart löpare · c1 vit löpare · f1 vit löpare | c8 svart löpare · f8 svart löpare · c1 vit löpare · f1 vit löpare | c8 svart löpare · f8 svart löpare · c1 vit löpare · f1 vit löpare | c8 svart löpare · f8 svart löpare · c1 vit löpare · f1 vit löpare | c8 svart löpare · f8 svart löpare · c1 vit löpare · f1 vit löpare | c8 svart löpare · f8 svart löpare · c1 vit löpare · f1 vit löpare | c8 svart löpare · f8 svart löpare · c1 vit löpare · f1 vit löpare | c8 svart löpare · f8 svart löpare · c1 vit löpare · f1 vit löpare | 5 |
| 4 | c8 svart löpare · f8 svart löpare · c1 vit löpare · f1 vit löpare | c8 svart löpare · f8 svart löpare · c1 vit löpare · f1 vit löpare | c8 svart löpare · f8 svart löpare · c1 vit löpare · f1 vit löpare | c8 svart löpare · f8 svart löpare · c1 vit löpare · f1 vit löpare | c8 svart löpare · f8 svart löpare · c1 vit löpare · f1 vit löpare | c8 svart löpare · f8 svart löpare · c1 vit löpare · f1 vit löpare | c8 svart löpare · f8 svart löpare · c1 vit löpare · f1 vit löpare | c8 svart löpare · f8 svart löpare · c1 vit löpare · f1 vit löpare | 4 |
| 3 | c8 svart löpare · f8 svart löpare · c1 vit löpare · f1 vit löpare | c8 svart löpare · f8 svart löpare · c1 vit löpare · f1 vit löpare | c8 svart löpare · f8 svart löpare · c1 vit löpare · f1 vit löpare | c8 svart löpare · f8 svart löpare · c1 vit löpare · f1 vit löpare | c8 svart löpare · f8 svart löpare · c1 vit löpare · f1 vit löpare | c8 svart löpare · f8 svart löpare · c1 vit löpare · f1 vit löpare | c8 svart löpare · f8 svart löpare · c1 vit löpare · f1 vit löpare | c8 svart löpare · f8 svart löpare · c1 vit löpare · f1 vit löpare | 3 |
| 2 | c8 svart löpare · f8 svart löpare · c1 vit löpare · f1 vit löpare | c8 svart löpare · f8 svart löpare · c1 vit löpare · f1 vit löpare | c8 svart löpare · f8 svart löpare · c1 vit löpare · f1 vit löpare | c8 svart löpare · f8 svart löpare · c1 vit löpare · f1 vit löpare | c8 svart löpare · f8 svart löpare · c1 vit löpare · f1 vit löpare | c8 svart löpare · f8 svart löpare · c1 vit löpare · f1 vit löpare | c8 svart löpare · f8 svart löpare · c1 vit löpare · f1 vit löpare | c8 svart löpare · f8 svart löpare · c1 vit löpare · f1 vit löpare | 2 |
| 1 | c8 svart löpare · f8 svart löpare · c1 vit löpare · f1 vit löpare | c8 svart löpare · f8 svart löpare · c1 vit löpare · f1 vit löpare | c8 svart löpare · f8 svart löpare · c1 vit löpare · f1 vit löpare | c8 svart löpare · f8 svart löpare · c1 vit löpare · f1 vit löpare | c8 svart löpare · f8 svart löpare · c1 vit löpare · f1 vit löpare | c8 svart löpare · f8 svart löpare · c1 vit löpare · f1 vit löpare | c8 svart löpare · f8 svart löpare · c1 vit löpare · f1 vit löpare | c8 svart löpare · f8 svart löpare · c1 vit löpare · f1 vit löpare | 1 |
|   | a                                                                 | b                                                                 | c                                                                 | d                                                                 | e                                                                 | f                                                                 | g                                                                 | h                                                                 |   |

|   | a | b | c | d | e | f | g | h |   |
| 8 | a8 vit cirkel · g8 vit cirkel · b7 vit cirkel · f7 vit cirkel · c6 vit cirkel · e6 vit cirkel · d5 vit löpare · c4 vit cirkel · e4 vit cirkel · b3 vit cirkel · f3 vit cirkel · a2 vit cirkel · g2 vit cirkel · h1 vit cirkel | a8 vit cirkel · g8 vit cirkel · b7 vit cirkel · f7 vit cirkel · c6 vit cirkel · e6 vit cirkel · d5 vit löpare · c4 vit cirkel · e4 vit cirkel · b3 vit cirkel · f3 vit cirkel · a2 vit cirkel · g2 vit cirkel · h1 vit cirkel | a8 vit cirkel · g8 vit cirkel · b7 vit cirkel · f7 vit cirkel · c6 vit cirkel · e6 vit cirkel · d5 vit löpare · c4 vit cirkel · e4 vit cirkel · b3 vit cirkel · f3 vit cirkel · a2 vit cirkel · g2 vit cirkel · h1 vit cirkel | a8 vit cirkel · g8 vit cirkel · b7 vit cirkel · f7 vit cirkel · c6 vit cirkel · e6 vit cirkel · d5 vit löpare · c4 vit cirkel · e4 vit cirkel · b3 vit cirkel · f3 vit cirkel · a2 vit cirkel · g2 vit cirkel · h1 vit cirkel | a8 vit cirkel · g8 vit cirkel · b7 vit cirkel · f7 vit cirkel · c6 vit cirkel · e6 vit cirkel · d5 vit löpare · c4 vit cirkel · e4 vit cirkel · b3 vit cirkel · f3 vit cirkel · a2 vit cirkel · g2 vit cirkel · h1 vit cirkel | a8 vit cirkel · g8 vit cirkel · b7 vit cirkel · f7 vit cirkel · c6 vit cirkel · e6 vit cirkel · d5 vit löpare · c4 vit cirkel · e4 vit cirkel · b3 vit cirkel · f3 vit cirkel · a2 vit cirkel · g2 vit cirkel · h1 vit cirkel | a8 vit cirkel · g8 vit cirkel · b7 vit cirkel · f7 vit cirkel · c6 vit cirkel · e6 vit cirkel · d5 vit löpare · c4 vit cirkel · e4 vit cirkel · b3 vit cirkel · f3 vit cirkel · a2 vit cirkel · g2 vit cirkel · h1 vit cirkel | a8 vit cirkel · g8 vit cirkel · b7 vit cirkel · f7 vit cirkel · c6 vit cirkel · e6 vit cirkel · d5 vit löpare · c4 vit cirkel · e4 vit cirkel · b3 vit cirkel · f3 vit cirkel · a2 vit cirkel · g2 vit cirkel · h1 vit cirkel | 8 |
| 7 | a8 vit cirkel · g8 vit cirkel · b7 vit cirkel · f7 vit cirkel · c6 vit cirkel · e6 vit cirkel · d5 vit löpare · c4 vit cirkel · e4 vit cirkel · b3 vit cirkel · f3 vit cirkel · a2 vit cirkel · g2 vit cirkel · h1 vit cirkel | a8 vit cirkel · g8 vit cirkel · b7 vit cirkel · f7 vit cirkel · c6 vit cirkel · e6 vit cirkel · d5 vit löpare · c4 vit cirkel · e4 vit cirkel · b3 vit cirkel · f3 vit cirkel · a2 vit cirkel · g2 vit cirkel · h1 vit cirkel | a8 vit cirkel · g8 vit cirkel · b7 vit cirkel · f7 vit cirkel · c6 vit cirkel · e6 vit cirkel · d5 vit löpare · c4 vit cirkel · e4 vit cirkel · b3 vit cirkel · f3 vit cirkel · a2 vit cirkel · g2 vit cirkel · h1 vit cirkel | a8 vit cirkel · g8 vit cirkel · b7 vit cirkel · f7 vit cirkel · c6 vit cirkel · e6 vit cirkel · d5 vit löpare · c4 vit cirkel · e4 vit cirkel · b3 vit cirkel · f3 vit cirkel · a2 vit cirkel · g2 vit cirkel · h1 vit cirkel | a8 vit cirkel · g8 vit cirkel · b7 vit cirkel · f7 vit cirkel · c6 vit cirkel · e6 vit cirkel · d5 vit löpare · c4 vit cirkel · e4 vit cirkel · b3 vit cirkel · f3 vit cirkel · a2 vit cirkel · g2 vit cirkel · h1 vit cirkel | a8 vit cirkel · g8 vit cirkel · b7 vit cirkel · f7 vit cirkel · c6 vit cirkel · e6 vit cirkel · d5 vit löpare · c4 vit cirkel · e4 vit cirkel · b3 vit cirkel · f3 vit cirkel · a2 vit cirkel · g2 vit cirkel · h1 vit cirkel | a8 vit cirkel · g8 vit cirkel · b7 vit cirkel · f7 vit cirkel · c6 vit cirkel · e6 vit cirkel · d5 vit löpare · c4 vit cirkel · e4 vit cirkel · b3 vit cirkel · f3 vit cirkel · a2 vit cirkel · g2 vit cirkel · h1 vit cirkel | a8 vit cirkel · g8 vit cirkel · b7 vit cirkel · f7 vit cirkel · c6 vit cirkel · e6 vit cirkel · d5 vit löpare · c4 vit cirkel · e4 vit cirkel · b3 vit cirkel · f3 vit cirkel · a2 vit cirkel · g2 vit cirkel · h1 vit cirkel | 7 |
| 6 | a8 vit cirkel · g8 vit cirkel · b7 vit cirkel · f7 vit cirkel · c6 vit cirkel · e6 vit cirkel · d5 vit löpare · c4 vit cirkel · e4 vit cirkel · b3 vit cirkel · f3 vit cirkel · a2 vit cirkel · g2 vit cirkel · h1 vit cirkel | a8 vit cirkel · g8 vit cirkel · b7 vit cirkel · f7 vit cirkel · c6 vit cirkel · e6 vit cirkel · d5 vit löpare · c4 vit cirkel · e4 vit cirkel · b3 vit cirkel · f3 vit cirkel · a2 vit cirkel · g2 vit cirkel · h1 vit cirkel | a8 vit cirkel · g8 vit cirkel · b7 vit cirkel · f7 vit cirkel · c6 vit cirkel · e6 vit cirkel · d5 vit löpare · c4 vit cirkel · e4 vit cirkel · b3 vit cirkel · f3 vit cirkel · a2 vit cirkel · g2 vit cirkel · h1 vit cirkel | a8 vit cirkel · g8 vit cirkel · b7 vit cirkel · f7 vit cirkel · c6 vit cirkel · e6 vit cirkel · d5 vit löpare · c4 vit cirkel · e4 vit cirkel · b3 vit cirkel · f3 vit cirkel · a2 vit cirkel · g2 vit cirkel · h1 vit cirkel | a8 vit cirkel · g8 vit cirkel · b7 vit cirkel · f7 vit cirkel · c6 vit cirkel · e6 vit cirkel · d5 vit löpare · c4 vit cirkel · e4 vit cirkel · b3 vit cirkel · f3 vit cirkel · a2 vit cirkel · g2 vit cirkel · h1 vit cirkel | a8 vit cirkel · g8 vit cirkel · b7 vit cirkel · f7 vit cirkel · c6 vit cirkel · e6 vit cirkel · d5 vit löpare · c4 vit cirkel · e4 vit cirkel · b3 vit cirkel · f3 vit cirkel · a2 vit cirkel · g2 vit cirkel · h1 vit cirkel | a8 vit cirkel · g8 vit cirkel · b7 vit cirkel · f7 vit cirkel · c6 vit cirkel · e6 vit cirkel · d5 vit löpare · c4 vit cirkel · e4 vit cirkel · b3 vit cirkel · f3 vit cirkel · a2 vit cirkel · g2 vit cirkel · h1 vit cirkel | a8 vit cirkel · g8 vit cirkel · b7 vit cirkel · f7 vit cirkel · c6 vit cirkel · e6 vit cirkel · d5 vit löpare · c4 vit cirkel · e4 vit cirkel · b3 vit cirkel · f3 vit cirkel · a2 vit cirkel · g2 vit cirkel · h1 vit cirkel | 6 |
| 5 | a8 vit cirkel · g8 vit cirkel · b7 vit cirkel · f7 vit cirkel · c6 vit cirkel · e6 vit cirkel · d5 vit löpare · c4 vit cirkel · e4 vit cirkel · b3 vit cirkel · f3 vit cirkel · a2 vit cirkel · g2 vit cirkel · h1 vit cirkel | a8 vit cirkel · g8 vit cirkel · b7 vit cirkel · f7 vit cirkel · c6 vit cirkel · e6 vit cirkel · d5 vit löpare · c4 vit cirkel · e4 vit cirkel · b3 vit cirkel · f3 vit cirkel · a2 vit cirkel · g2 vit cirkel · h1 vit cirkel | a8 vit cirkel · g8 vit cirkel · b7 vit cirkel · f7 vit cirkel · c6 vit cirkel · e6 vit cirkel · d5 vit löpare · c4 vit cirkel · e4 vit cirkel · b3 vit cirkel · f3 vit cirkel · a2 vit cirkel · g2 vit cirkel · h1 vit cirkel | a8 vit cirkel · g8 vit cirkel · b7 vit cirkel · f7 vit cirkel · c6 vit cirkel · e6 vit cirkel · d5 vit löpare · c4 vit cirkel · e4 vit cirkel · b3 vit cirkel · f3 vit cirkel · a2 vit cirkel · g2 vit cirkel · h1 vit cirkel | a8 vit cirkel · g8 vit cirkel · b7 vit cirkel · f7 vit cirkel · c6 vit cirkel · e6 vit cirkel · d5 vit löpare · c4 vit cirkel · e4 vit cirkel · b3 vit cirkel · f3 vit cirkel · a2 vit cirkel · g2 vit cirkel · h1 vit cirkel | a8 vit cirkel · g8 vit cirkel · b7 vit cirkel · f7 vit cirkel · c6 vit cirkel · e6 vit cirkel · d5 vit löpare · c4 vit cirkel · e4 vit cirkel · b3 vit cirkel · f3 vit cirkel · a2 vit cirkel · g2 vit cirkel · h1 vit cirkel | a8 vit cirkel · g8 vit cirkel · b7 vit cirkel · f7 vit cirkel · c6 vit cirkel · e6 vit cirkel · d5 vit löpare · c4 vit cirkel · e4 vit cirkel · b3 vit cirkel · f3 vit cirkel · a2 vit cirkel · g2 vit cirkel · h1 vit cirkel | a8 vit cirkel · g8 vit cirkel · b7 vit cirkel · f7 vit cirkel · c6 vit cirkel · e6 vit cirkel · d5 vit löpare · c4 vit cirkel · e4 vit cirkel · b3 vit cirkel · f3 vit cirkel · a2 vit cirkel · g2 vit cirkel · h1 vit cirkel | 5 |
| 4 | a8 vit cirkel · g8 vit cirkel · b7 vit cirkel · f7 vit cirkel · c6 vit cirkel · e6 vit cirkel · d5 vit löpare · c4 vit cirkel · e4 vit cirkel · b3 vit cirkel · f3 vit cirkel · a2 vit cirkel · g2 vit cirkel · h1 vit cirkel | a8 vit cirkel · g8 vit cirkel · b7 vit cirkel · f7 vit cirkel · c6 vit cirkel · e6 vit cirkel · d5 vit löpare · c4 vit cirkel · e4 vit cirkel · b3 vit cirkel · f3 vit cirkel · a2 vit cirkel · g2 vit cirkel · h1 vit cirkel | a8 vit cirkel · g8 vit cirkel · b7 vit cirkel · f7 vit cirkel · c6 vit cirkel · e6 vit cirkel · d5 vit löpare · c4 vit cirkel · e4 vit cirkel · b3 vit cirkel · f3 vit cirkel · a2 vit cirkel · g2 vit cirkel · h1 vit cirkel | a8 vit cirkel · g8 vit cirkel · b7 vit cirkel · f7 vit cirkel · c6 vit cirkel · e6 vit cirkel · d5 vit löpare · c4 vit cirkel · e4 vit cirkel · b3 vit cirkel · f3 vit cirkel · a2 vit cirkel · g2 vit cirkel · h1 vit cirkel | a8 vit cirkel · g8 vit cirkel · b7 vit cirkel · f7 vit cirkel · c6 vit cirkel · e6 vit cirkel · d5 vit löpare · c4 vit cirkel · e4 vit cirkel · b3 vit cirkel · f3 vit cirkel · a2 vit cirkel · g2 vit cirkel · h1 vit cirkel | a8 vit cirkel · g8 vit cirkel · b7 vit cirkel · f7 vit cirkel · c6 vit cirkel · e6 vit cirkel · d5 vit löpare · c4 vit cirkel · e4 vit cirkel · b3 vit cirkel · f3 vit cirkel · a2 vit cirkel · g2 vit cirkel · h1 vit cirkel | a8 vit cirkel · g8 vit cirkel · b7 vit cirkel · f7 vit cirkel · c6 vit cirkel · e6 vit cirkel · d5 vit löpare · c4 vit cirkel · e4 vit cirkel · b3 vit cirkel · f3 vit cirkel · a2 vit cirkel · g2 vit cirkel · h1 vit cirkel | a8 vit cirkel · g8 vit cirkel · b7 vit cirkel · f7 vit cirkel · c6 vit cirkel · e6 vit cirkel · d5 vit löpare · c4 vit cirkel · e4 vit cirkel · b3 vit cirkel · f3 vit cirkel · a2 vit cirkel · g2 vit cirkel · h1 vit cirkel | 4 |
| 3 | a8 vit cirkel · g8 vit cirkel · b7 vit cirkel · f7 vit cirkel · c6 vit cirkel · e6 vit cirkel · d5 vit löpare · c4 vit cirkel · e4 vit cirkel · b3 vit cirkel · f3 vit cirkel · a2 vit cirkel · g2 vit cirkel · h1 vit cirkel | a8 vit cirkel · g8 vit cirkel · b7 vit cirkel · f7 vit cirkel · c6 vit cirkel · e6 vit cirkel · d5 vit löpare · c4 vit cirkel · e4 vit cirkel · b3 vit cirkel · f3 vit cirkel · a2 vit cirkel · g2 vit cirkel · h1 vit cirkel | a8 vit cirkel · g8 vit cirkel · b7 vit cirkel · f7 vit cirkel · c6 vit cirkel · e6 vit cirkel · d5 vit löpare · c4 vit cirkel · e4 vit cirkel · b3 vit cirkel · f3 vit cirkel · a2 vit cirkel · g2 vit cirkel · h1 vit cirkel | a8 vit cirkel · g8 vit cirkel · b7 vit cirkel · f7 vit cirkel · c6 vit cirkel · e6 vit cirkel · d5 vit löpare · c4 vit cirkel · e4 vit cirkel · b3 vit cirkel · f3 vit cirkel · a2 vit cirkel · g2 vit cirkel · h1 vit cirkel | a8 vit cirkel · g8 vit cirkel · b7 vit cirkel · f7 vit cirkel · c6 vit cirkel · e6 vit cirkel · d5 vit löpare · c4 vit cirkel · e4 vit cirkel · b3 vit cirkel · f3 vit cirkel · a2 vit cirkel · g2 vit cirkel · h1 vit cirkel | a8 vit cirkel · g8 vit cirkel · b7 vit cirkel · f7 vit cirkel · c6 vit cirkel · e6 vit cirkel · d5 vit löpare · c4 vit cirkel · e4 vit cirkel · b3 vit cirkel · f3 vit cirkel · a2 vit cirkel · g2 vit cirkel · h1 vit cirkel | a8 vit cirkel · g8 vit cirkel · b7 vit cirkel · f7 vit cirkel · c6 vit cirkel · e6 vit cirkel · d5 vit löpare · c4 vit cirkel · e4 vit cirkel · b3 vit cirkel · f3 vit cirkel · a2 vit cirkel · g2 vit cirkel · h1 vit cirkel | a8 vit cirkel · g8 vit cirkel · b7 vit cirkel · f7 vit cirkel · c6 vit cirkel · e6 vit cirkel · d5 vit löpare · c4 vit cirkel · e4 vit cirkel · b3 vit cirkel · f3 vit cirkel · a2 vit cirkel · g2 vit cirkel · h1 vit cirkel | 3 |
| 2 | a8 vit cirkel · g8 vit cirkel · b7 vit cirkel · f7 vit cirkel · c6 vit cirkel · e6 vit cirkel · d5 vit löpare · c4 vit cirkel · e4 vit cirkel · b3 vit cirkel · f3 vit cirkel · a2 vit cirkel · g2 vit cirkel · h1 vit cirkel | a8 vit cirkel · g8 vit cirkel · b7 vit cirkel · f7 vit cirkel · c6 vit cirkel · e6 vit cirkel · d5 vit löpare · c4 vit cirkel · e4 vit cirkel · b3 vit cirkel · f3 vit cirkel · a2 vit cirkel · g2 vit cirkel · h1 vit cirkel | a8 vit cirkel · g8 vit cirkel · b7 vit cirkel · f7 vit cirkel · c6 vit cirkel · e6 vit cirkel · d5 vit löpare · c4 vit cirkel · e4 vit cirkel · b3 vit cirkel · f3 vit cirkel · a2 vit cirkel · g2 vit cirkel · h1 vit cirkel | a8 vit cirkel · g8 vit cirkel · b7 vit cirkel · f7 vit cirkel · c6 vit cirkel · e6 vit cirkel · d5 vit löpare · c4 vit cirkel · e4 vit cirkel · b3 vit cirkel · f3 vit cirkel · a2 vit cirkel · g2 vit cirkel · h1 vit cirkel | a8 vit cirkel · g8 vit cirkel · b7 vit cirkel · f7 vit cirkel · c6 vit cirkel · e6 vit cirkel · d5 vit löpare · c4 vit cirkel · e4 vit cirkel · b3 vit cirkel · f3 vit cirkel · a2 vit cirkel · g2 vit cirkel · h1 vit cirkel | a8 vit cirkel · g8 vit cirkel · b7 vit cirkel · f7 vit cirkel · c6 vit cirkel · e6 vit cirkel · d5 vit löpare · c4 vit cirkel · e4 vit cirkel · b3 vit cirkel · f3 vit cirkel · a2 vit cirkel · g2 vit cirkel · h1 vit cirkel | a8 vit cirkel · g8 vit cirkel · b7 vit cirkel · f7 vit cirkel · c6 vit cirkel · e6 vit cirkel · d5 vit löpare · c4 vit cirkel · e4 vit cirkel · b3 vit cirkel · f3 vit cirkel · a2 vit cirkel · g2 vit cirkel · h1 vit cirkel | a8 vit cirkel · g8 vit cirkel · b7 vit cirkel · f7 vit cirkel · c6 vit cirkel · e6 vit cirkel · d5 vit löpare · c4 vit cirkel · e4 vit cirkel · b3 vit cirkel · f3 vit cirkel · a2 vit cirkel · g2 vit cirkel · h1 vit cirkel | 2 |
| 1 | a8 vit cirkel · g8 vit cirkel · b7 vit cirkel · f7 vit cirkel · c6 vit cirkel · e6 vit cirkel · d5 vit löpare · c4 vit cirkel · e4 vit cirkel · b3 vit cirkel · f3 vit cirkel · a2 vit cirkel · g2 vit cirkel · h1 vit cirkel | a8 vit cirkel · g8 vit cirkel · b7 vit cirkel · f7 vit cirkel · c6 vit cirkel · e6 vit cirkel · d5 vit löpare · c4 vit cirkel · e4 vit cirkel · b3 vit cirkel · f3 vit cirkel · a2 vit cirkel · g2 vit cirkel · h1 vit cirkel | a8 vit cirkel · g8 vit cirkel · b7 vit cirkel · f7 vit cirkel · c6 vit cirkel · e6 vit cirkel · d5 vit löpare · c4 vit cirkel · e4 vit cirkel · b3 vit cirkel · f3 vit cirkel · a2 vit cirkel · g2 vit cirkel · h1 vit cirkel | a8 vit cirkel · g8 vit cirkel · b7 vit cirkel · f7 vit cirkel · c6 vit cirkel · e6 vit cirkel · d5 vit löpare · c4 vit cirkel · e4 vit cirkel · b3 vit cirkel · f3 vit cirkel · a2 vit cirkel · g2 vit cirkel · h1 vit cirkel | a8 vit cirkel · g8 vit cirkel · b7 vit cirkel · f7 vit cirkel · c6 vit cirkel · e6 vit cirkel · d5 vit löpare · c4 vit cirkel · e4 vit cirkel · b3 vit cirkel · f3 vit cirkel · a2 vit cirkel · g2 vit cirkel · h1 vit cirkel | a8 vit cirkel · g8 vit cirkel · b7 vit cirkel · f7 vit cirkel · c6 vit cirkel · e6 vit cirkel · d5 vit löpare · c4 vit cirkel · e4 vit cirkel · b3 vit cirkel · f3 vit cirkel · a2 vit cirkel · g2 vit cirkel · h1 vit cirkel | a8 vit cirkel · g8 vit cirkel · b7 vit cirkel · f7 vit cirkel · c6 vit cirkel · e6 vit cirkel · d5 vit löpare · c4 vit cirkel · e4 vit cirkel · b3 vit cirkel · f3 vit cirkel · a2 vit cirkel · g2 vit cirkel · h1 vit cirkel | a8 vit cirkel · g8 vit cirkel · b7 vit cirkel · f7 vit cirkel · c6 vit cirkel · e6 vit cirkel · d5 vit löpare · c4 vit cirkel · e4 vit cirkel · b3 vit cirkel · f3 vit cirkel · a2 vit cirkel · g2 vit cirkel · h1 vit cirkel | 1 |
|   | a | b | c | d | e | f | g | h |   |

## Löparens relativa värde
Löparen brukar ges ett relativt värde på 3. Löpare och springare är ungefär likvärdiga men löparen är normalt något starkare, speciellt i öppna ställningar där den har en större aktionsradie.
En löpare rör sig på antingen ljusa eller mörka fält och kan därför bara täcka hälften av fälten på brädet. Tillsammans kan de två löparna (löparparet) täcka alla fält på brädet.
Även om det beror på bondestrukturen är löparparet ofta starkare än löpare och springare som i sin tur ofta är starkare än två springare. Torn och löpare samspelar också i regel bättre än torn och springare. Däremot är dam och springare ofta en mer dynamisk duo än dam och löpare.
Man brukar också prata om dåliga och bra löpare. En dålig löpare är begränsad av sina egna bönder medan en bra kan röra sig fritt. 
Slutspel med olikfärgade löpare (där den ena sidan har en vit- och den andra en svartfältslöpare) brukar vara remibetonade eftersom det kan vara svårt att forcera ner en bonde. I mittspelet däremot, kan olikfärgade löpare (tillsammans med andra pjäser) gynna den angripande parten.

## Unicode
Unicode har två tecken för löpare.
| Namn         | Symbol | Kod    | HTML (decimal) | HTML (hex) |
| ------------ | ------ | ------ | -------------- | ---------- |
| Vit löpare   | ♗      | U+2657 | &#9815;        | &#x2657;   |
| Svart löpare | ♝      | U+265D | &#9821;        | &#x265D;   |